# Вуж-рибалка смугастий
Вуж-риба́лка смуга́стий (Xenochrophis vittatus) — отруйна змія з роду Вуж-рибалка родини Вужеві.

## Опис
Загальна довжина сягає 70 см, іноді зустрічаються і більші особини. Досить витончена змія з невеликою, злегка розширеною порівняно з тулубом головою. Забарвлення спини жовтувато-коричневе з декількома вузькими чорними поздовжніми смугами, які тягнуться від основи голови до кінчика хвоста. Бічні смужки ширше тих, що розташовуються ближче до хребта. Голова темна, майже чорна з невеликими світлими крапочками. Підборіддя, губи, шия та черево вкриті темними і світлими щитками, які розташовані почергово.

## Спосіб життя
Полюбляє вологі місцини, агроландшафти: рисові поля, ставки, заповнені водою канави, іноді зустрічається навіть на присадибних ділянках. Зазвичай тримається на землі, але зрідка може залазити на невисокі кущі. Активний удень. Це найбільш спокійний і миролюбний представник свого роду. Він відноситься до категорії слабкоотруйних видів, які не становлять небезпеки для людини. Харчується амфібіями, рибою та дрібними ящірками.
Це яйцекладна змія. Самиця відкладає 9—12 яєць.

## Розповсюдження
Мешкає в Індонезії (на островах Бангка, Ява, Суматра, Сулавесі та інших), зустрічається і в Сінгапурі.